# A fari spenti nella notte
A fari spenti nella notte è un film per la televisione diretto da Anna Negri e trasmesso su Rai 1 il 21 febbraio 2012.

## Trama
Stefano è il figlio ribelle di Pietro De Luca, ricco proprietario di una nota casa editrice. Il giovane trascorre le sue giornate all'insegna della sregolatezza e sembra provare particolare piacere nel provocare l'anziano padre. In occasione del matrimonio dei suoi amici Leo e Maria, Stefano viene incaricato di accompagnare la testimone della sposa, la graziosa neurologa Chiara. La ragazza è appena uscita da una burrascosa relazione sentimentale con il collega Massimo e fra lei e Stefano si instaura sin dal primo sguardo un sentimento profondo. Il weekend prima delle nozze, Stefano e Chiara hanno un rapporto nella villa in campagna di Leo e intraprendono una relazione.
La quiete tuttavia viene turbata quando Stefano scopre che suo padre è morto e durante il funerale l'uomo scappa via sconvolto, dopo aver avvertito Chiara di volerla raggiungere nell'ospedale in cui lavora. Sulla strada del ritorno però Stefano ha un grave incidente con la moto e viene ricoverato proprio nell'ospedale di Chiara. Mentre il giovane si trova in coma, la dottoressa ha modo di conoscere sua madre Federica e una donna di nome Antonia, che si presenta come la moglie di Stefano.
Chiara non può credere che Stefano sia sposato e infatti non è così: Antonia è un'attricetta tossicodipendente che Stefano aveva presentato al padre come sua moglie per farlo infuriare. Ora la donna approfitta della situazione insieme al suo amante Riccardo per avere accesso al denaro dei De Luca e intuendo la diffidenza di Chiara le impedisce di avere contatti con Stefano, che nel frattempo è uscito dal coma ma è rimasto temporaneamente paraplegico e amnesico. Antonia tratta malissimo Stefano, gli somministra psicofarmaci e lo lascia alle cure del gioviale domestico Manuel, immigrato clandestino. Chiara, il cui amore per l'uomo è diventato l'unica ragione di vita, tenta in tutti modi di scoprire la verità con l'aiuto dell'amico poliziotto Leo.
Stefano intanto tenta il suicidio gettandosi in piscina, ma viene salvato da Manuel, che uscendo dalla villa viene avvicinato da Chiara, rimasta per ore seduta ad aspettare che qualcuno uscisse. La dottoressa lo prega di aiutarla e gli lascia il suo recapito telefonico. Quando Antonia minaccia di denunciarlo, il domestico decide di fuggire, ma Stefano lo prega di portarlo con sé e i due si riuniscono a Chiara. Con l'aiuto di Leo i tre sventano il piano ordito da Antonia e Riccardo, ma Chiara intuisce che c'è qualcos'altro che impedisce a Stefano di ricominciare a camminare: l'uomo infatti durante l'infanzia ha subito dei traumi a causa di suo padre, che non accettando la sua dislessia, cercava in tutti i modi di correggerlo per renderlo simile a lui. Con l'aiuto di Chiara Stefano supera finalmente il trauma, riprende la mobilità e la memoria e può continuare con lei la relazione che era proseguita anche quando l'uomo non ricordava nulla, e cui ora più nessun ostacolo potrà frapporsi.